# El Saler
|  | Per a altres significats, vegeu «Saler». |

El Saler és un barri i pedania de la ciutat de València pertanyent al districte dels Pobles del Sud. Tenia 1.895 habitants censats l'any 2022 segons l'ajuntament de València, que classifica el barri amb el codi 19.4.

## Geografia

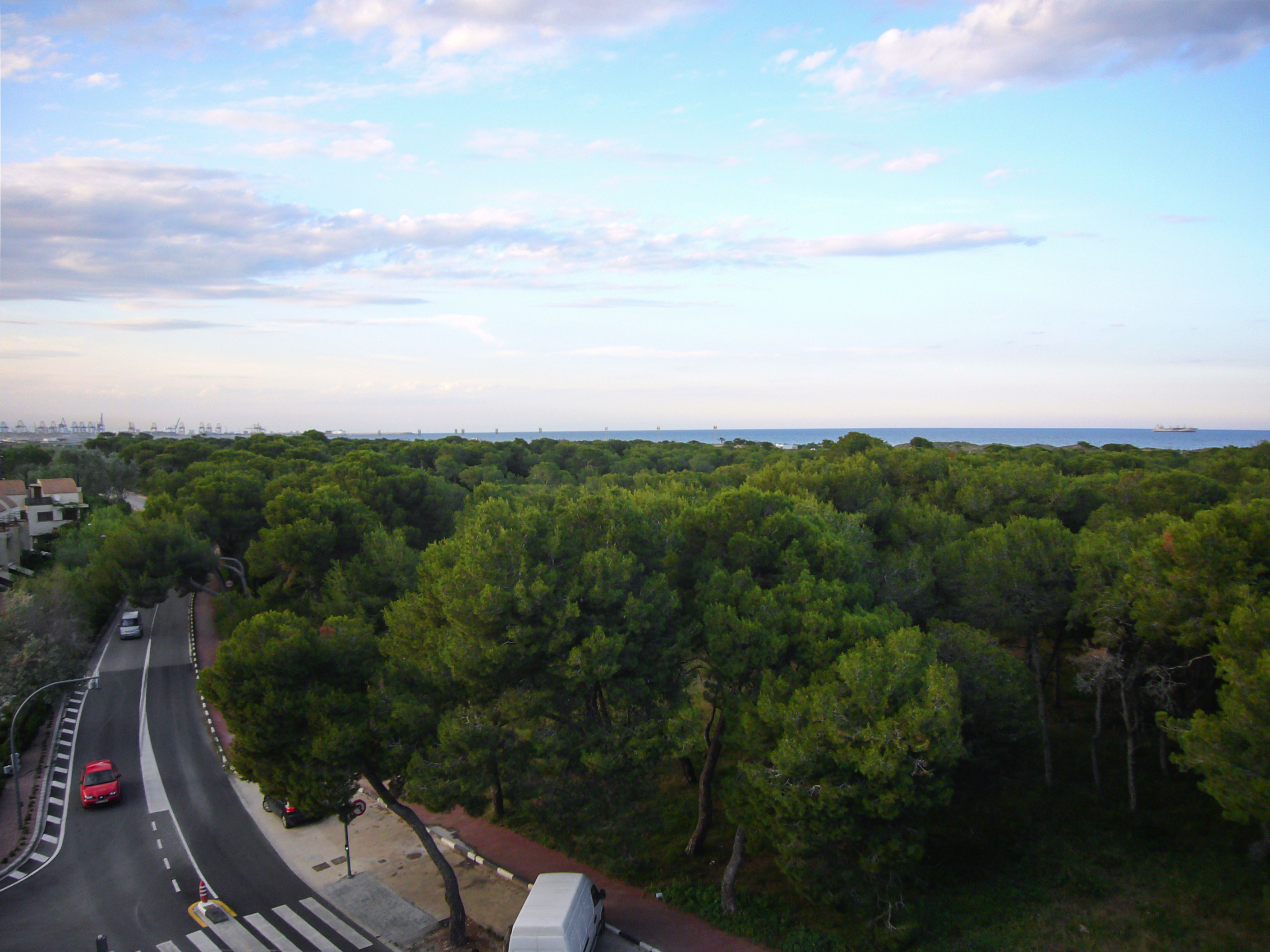
La devesa del Saler, junt a la mar

El barri de Saler es troba localitzat al centre del districte de Pobles del Sud, a l'extrem meridional del terme municipal de València i a 8 km del centre de la ciutat. El terme del barri del Saler limita al nord amb el barri de Pinedo, al mateix districte; a l'est amb la mar mediterrània; al sud amb el barri del Perellonet, al mateix districte; i a l'oest amb el el barri del Palmar i el municipi d'Alfafar, a la comarca de l'Horta Sud. El barri forma part del Parc Natural de l'Albufera de València.
El Saler disposa de dues platges: la platja del Saler i la platja de la Devesa del Saler, ambdues situades a la restinga de l'Albufera de Valencia; la primera és al costat del poble, i l'altra més al sud i contigua. El punt de divisió entre les dues és la Gola del Pujol, un canal que connecta l'Albufera amb la mar. Conjuntament fan quasi 10 km de llargada. A causa de la gran afluència de visitants a les platges des de la capital, les platges disposen de moltíssimes zones d'aparcament, sovint situada a la vora de la Devesa. La devesa del Saler és una franja de pinada densa que creix entre l'arena de les dunes de les platges del Saler i de la Devesa, i corre al sud fins al Palmar. Se separa de la vora de la mar per pocs metres i en parts ateny una amplària significant. És una zona molt concorreguda per esportistes i senderistes, alhora que alberga diverses espècies d'aus i un reguitzell de flora i fauna endèmica.

### Nomenclàtor
- C/ Anguilera
- Antic tallafoc de la rambla
- Antic tallafoc del Saler
- C/ Canonge Alcover
- C/ Casbah Saler
- C/ Devesa
- C/ Embarcador
- Av. Gola de Puchol
- C/ Historiador Betí
- Av. Pinars
- C/ Piverot
- C/ Port de l'Albufera
- C/ Rambla del Saler
- C/ Séquia del Rei
- C/ Tallafoc dels ferros

## Història

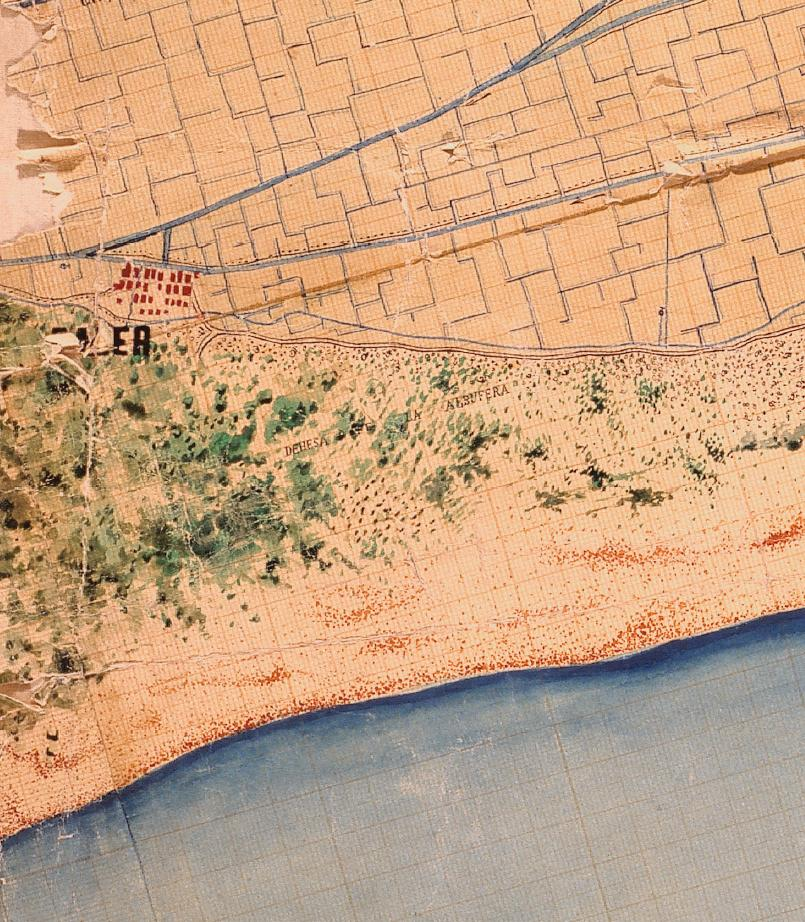
Mapa del Saler de l'any 1883

Les primeres referències sobre la zona del Saler són de l'època de Jaume I el Conqueridor i, concretament, del privilegi atorgat en Morella el 1250 pel qual el monarca es reservava per a si mateix i sa família els ingresos provinents de la producció de la sal, a més de regular-ne la venda, preu i distribució. Se sap, a més, que durant la conquesta de València, acamparen ací els soldats provinents de Tortosa. En record de la conquesta, els mateixos soldats alçaren una creu de pedra que es conegué com la "creu de la conca" i que es trobava a uns dos quilòmetres al nord del Saler. La condició de patrimoni reial impedí fins el segle XIX la explotació en massa de les riqueses forestals i faunístiques de la devesa, així com qualsevol tipus d'assentament estable en la zona. No obstant, en el dibuix de l'albufera que feu Anton van den Wyngaerde el 1563 apareixen una sèrie de barraques vora el llac en l'actual localització del Saler. Tot i això, la protecció de la devesa fou molt estricta, limitant i fins i tot prohibint la rompuda de terres, així com la poda o aprofitament de les branques, que se reservaven únicament a l'ús de les barraques del Saler i el Palmar, amb permís de l'intendent.
El 1761 ja apareix el nom del Saler en la cartografia de l'albufera de València feta per Batiste Romero i el 1795 aparegué en l'obra del botànic Cavanilles. En la dècada de 1820, la zona passà a formar part del ja desaparegut municipi de Russafa, fins l'annexió d'aquest a València el 1877. L'any 1855, el Saler comptava amb vora uns 150 habitants i una taverna com l'únic establiment comercial. El 1871 comptava amb 70 habitants i 17 cases de les quals 13 tenien caps de família dedicats a la pesca, 3 a guardaboscos i un jornaler. Fins mitjans del segle XIX les aigües de l'albufera arribaven fins el poblat, tot i que actualment aquesta zona aqüifera es troba convertida en camps d'arròs. No obstant això, existeix encara un canal que connecta l'antic embarcador amb el llac. Al llarg de la primera meitat del segle XX la població cresqué progessivament fins els anys 60, quan tingué lloc el fort creixement urbanístic que ha continuat fins a l'actualitat.
Tot i que la llei de 1927 per la qual l'ajuntament de València adquirí l'albufera i la devesa especificava que l'ús de l'última seria forestal, amb l'esclat turístic dels anys 60, esta condició fou derogada en aprovar-se el PGO del mont de la devesa. El plà preveia la construcció de 15 núclis de grans parcel·les entre les quals hi havien hotels, apartahotels, poblats costaners, apartaments, un aeroport, un club nàutic, un hipòdrom, grans magatzems, restaurants, parcs i un llarg etcétera. La construcció, que començà el 1968, fou paralitzada el 1974 i en l'actualitat només hi ha edificat un hotel de luxe, un poblat costaner i diversos blocs d'apartaments d'entre 9 i 11 plantes envoltats per la devesa i que constitueixen el núcli urbà de la Gola de Pujol, també dins del barri. Des d'aleshores s'han dut a terme importants actuacions per a eliminar les restes del pla urbanístic i s'ha aconseguit la recuperació de gran part de la línia de dunes i l'hàbitat costaner.

## Demografia
Activitats econòmiques (2024)
| Gràfica d'evolució de El Saler entre 1970 i 2021 |
|                                                  |

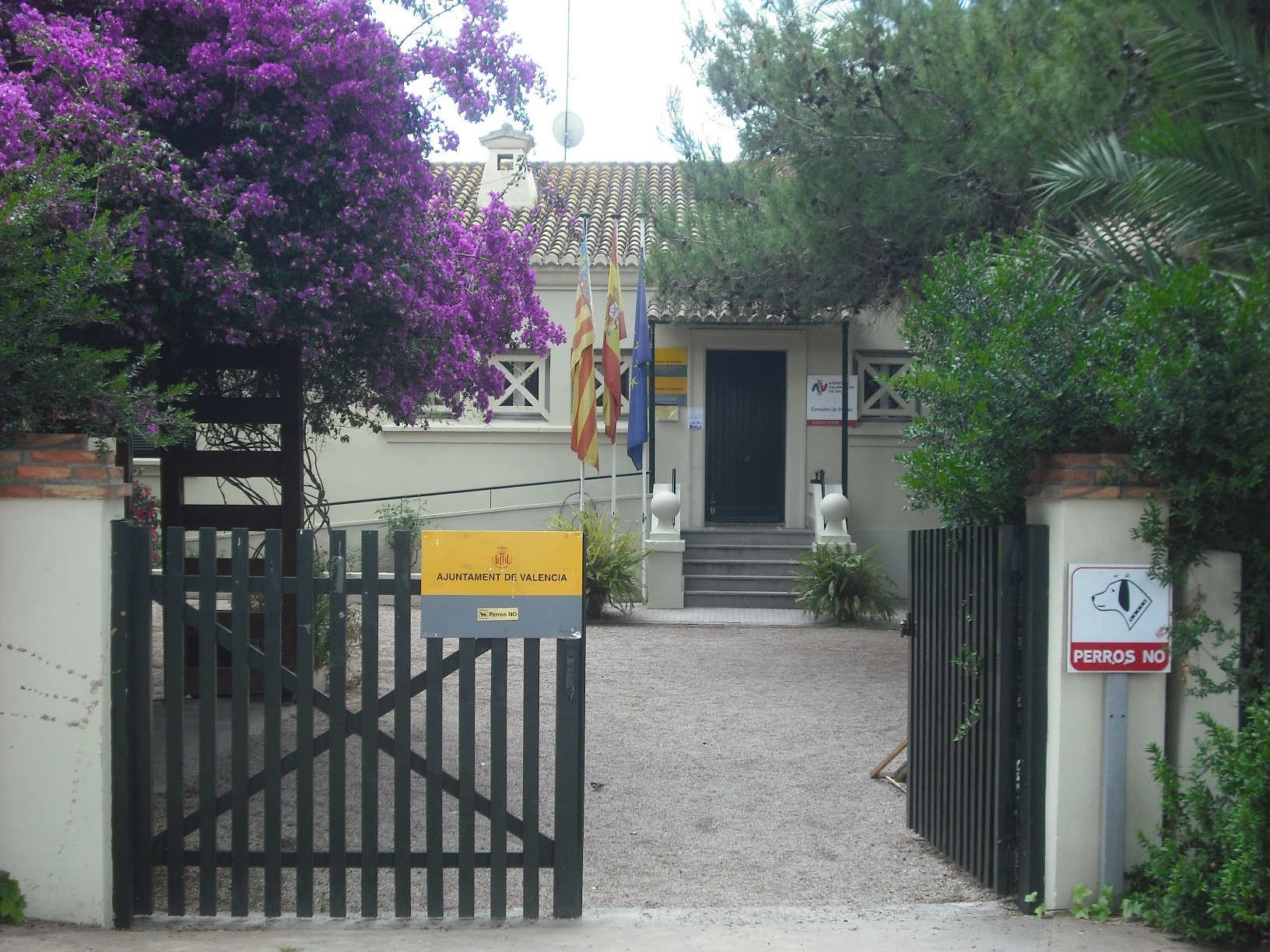
Alcaldia pedània del Saler

Com a servicis públics, el Saler compta amb dos centres d'educació pública: el CEIP Lluís de Santàngel i l'IES el Saler; una església parroquial amb advocació a Sant Josep; un consultori mèdic i una alcaldia pedània.

## Transport

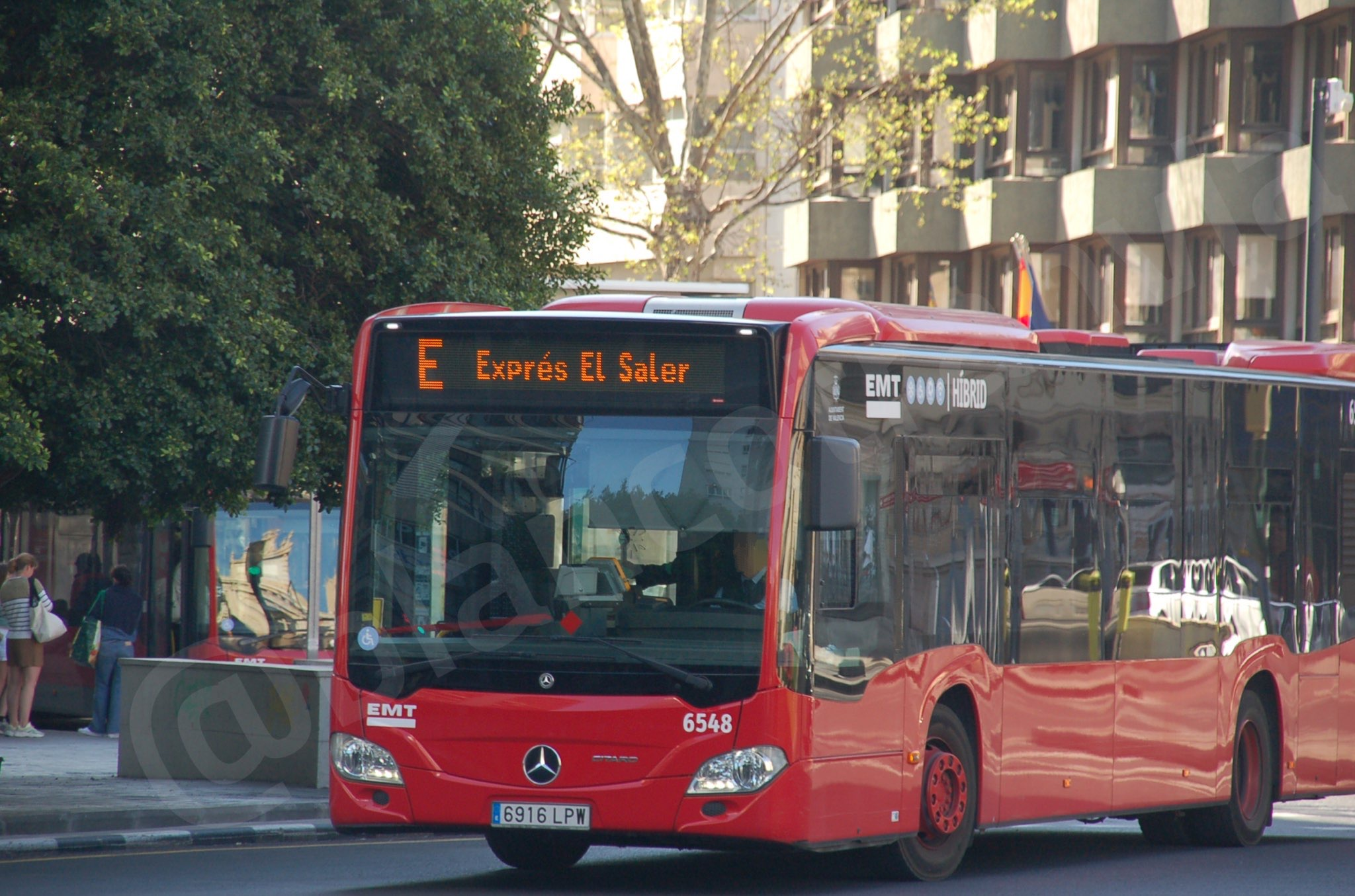
Bus de l'antiga línia directa al Saler

- Autobusos Metropolitans de València (Metrobus)[6]
  - 191
- Empresa Municipal de Transports de València (EMT)[7]
  - 24 - 25
- Xarxa de Carreteres de la Generalitat Valenciana[8]
  - CV-500
- Valenbisi
  - Sense aparcaments.[9]